# Андради, Жессика
Же́ссика Ферна́нда да Ко́ста Андра́ди (порт.-браз. Jéssica Fernanda da Costa Andrade; род. 25 сентября 1991 года, Умуарама, штат Парана, Бразилия) — бразильский профессиональный боец смешанных единоборств, выступающая под эгидой Ultimate Fighting Championship. 
Бывшая чемпионка UFC в женском минимальном весе. Занимает 9 строчку в официальном рейтинге UFC в женском наилегчайшем весе. Занимает 11 строчку в официальном рейтинге UFC среди лучших бойцов-женщин независимо от весовой категории (англ. pound-for-pound).

## Биография
Жессика Андради родилась в муниципалитете Умуарама (расположен в штате Парана на юге Бразилии) в семье фермеров Жулиу и Неуса Андради. Жессика и ее старший брат Фернанду работали на плантациях своих родителей на протяжении всего детства, пока ферма не была муниципализована, что привело к запрету на труд несовершеннолетних. В 14 лет она начала работать на рыбной ферме, а позже стала заниматься развозкой лекарств в аптеки. В подростковом возрасте Жессика занималась футболом и мини-футболом, стремясь стать профессиональным футболистом. В своём увлечении футболом она преуспела, и в конце концов ей предложили играть за клуб в Сан-Паулу, но родители запретили ей переезжать. Во время учебы в школе Жессика начала заниматься дзюдо, а вскоре после этого, в 2011 году, бразильским джиу-джитсу.

## Карьера бойца смешанных единоборств

### Начало профессиональной карьеры
Андради дебютировала в профессиональных смешанных единоборствах 6 сентября 2011 года. Первые шесть профессиональных боев она тренировалась у Грейси Хумайта в Умуараме, но после победы над Дудой Янкович она переехала в город Нитерой, чтобы тренироваться в команде "Парана Вале Тудо" (Paraná Vale Tudo). Она выиграла восемь из первых десяти боев в родной Бразилии.
14 апреля 2013 года Андради впервые провела бой за пределами Бразилии, победив удушающим приёмом Милану Дудиеву на турнире ProFC 47: Russia vs. Europe в Ростове-на-Дону, Россия.

### Ultimate Fighting Championship

#### Дебют в UFC и выступления в легчайшем весе
К моменту подписания контракта с Ultimate Fighting Championship Андради провела 11 профессиональных боёв в ММА и имела весьма успешную статистику, состоящую из 9 досрочных побед при 2-х поражениях.
Её дебют в UFC состоялся 23 июля 2013 года на UFC on Fox: Джонсон vs. Морага против Лиз Кармуш (8-3 MMA, 0-1 UFC), которая проводила свой второй бой в UFC после поражения от действующей чемпионки в легчайшем весе Ронды Роузи. Изначально на этом турнире планировалось, что Кармуш сразится с бывшей чемпионкой Strikeforce в легчайшем весе Мишей Тейт, но вместо этого Тейт заменила травмированную Кэт Зингано в 18-м сезоне шоу The Ultimate Fighter. В свою очередь, Жессика Андради, подписав контракт с UFC, вышла на замену выбывшей Тейт. При этом поединок между Кармуш и Андради был в главном карде турнира. Андради проиграла свой дебютный бой в UFC техническим нокаутом во втором раунде.
Второй поединок Андради в UFC состоялся 26 октября 2013 года, когда она встретилась с англичанкой Рози Секстон на турнире UFC Fight Night 30. Она выиграла бой доминирующим единогласным решением судей (30–26, 30–27, 30–26).
Ожидалось, что Андради встретится с победительницей TUF 18 среди женщин Джулианной Пенья на турнире UFC 171. Однако Пенья снялась с боя после травмы правого колена и была заменена Ракель Пеннингтон. Андради выиграла этот поединок раздельным решением судей (29–28, 28–29, 29–28).
Ожидалось, что Андради встретится с канадкой Валери Летурно 13 сентября 2014 года на турнире UFC Fight Night 51. Однако Летурно отказался от участия из-за травмы, а Андради вместо этого встретилась с новичком UFC Лариссой Пачеку. Она выиграла бой удушающим приёмом "гильотина" в первом раунде.
22 февраля 2015 года Андради встретилась с Марион Рено на турнире UFC Fight Night 61. Она проиграла бой в первом раунде удушением треугольником.
15 июля 2015 года Андради встретилась с Сарой Морас на турнире UFC Fight Night 71. Она выиграла бой единогласным решением судей (30–27, 30–27, 30–27).
Андради вышла на коротком уведомлении чтобы повторно сразиться с Ракель Пеннингтон на UFC 191, заменив травмированную Лиз Кармуш, Она проиграла бой сдачей после удушения сзади во втором раунде.

#### Переход в минимальный вес
2015 год выдался неудачным для Жессики, она проиграла два боя и в одном одержала невыразительную победу. Чтобы переломить ситуацию, в октябре 2015 года она объявила о своем решении перейти в минимальный вес. Сменив весовую категорию, Андради встретилась с бывшим претендентом на чемпионский титул Джессикой Пенне 4 июня 2016 года на UFC 199, выиграв односторонний бой техническим нокаутом во втором раунде.
10 сентября 2016 года Андради закрепила свой успех в поединке с Джоанной Колдервуд на турнире UFC 203. Она выиграла бой удушающим приёмом в самом конце первого раунда.
Поединок между Андради и бывшей чемпионкой Invicta FC в минимальном весе Анджелой Хилл короткое время планировался к проведению на UFC 207. Однако на том турнире бой не состоялся из-за правил антидопинговой политики UFC и USADA. Впоследствии Андради была удалена с карда турнира, а пара оставлена нетронутой и перенесена на UFC Fight Night 104. 4 февраля 2017 года Андради выиграла бой единогласным решением судей (30–27, 30–27, 30–27). Кроме того, оба участника были удостоены награды «Лучший бой вечера».
В своём первом титульном бою Андради встретилась с Йоанной Енджейчик за титул чемпиона UFC среди женщин в минимальном весе 13 мая 2017 года на турнире UFC 211 в Далласе, штат Техас. Выстояв все пять раундов, она проиграла бой единогласным решением судей (50–45, 50–44, 50–45).
23 сентября 2017 года Андради встретилась с Клаудией Гадельей на турнире UFC Fight Night 117. Она выиграла бой единогласным решением судей (30–25, 30–26, 30–27). Этот бой принес Андради вторую бонусную награду «Лучший бой вечера».
24 февраля 2018 года Андради встретилась с Тишей Торрес на турнире UFC on Fox 28. Она выиграла бой единогласным решением судей (29–27, 29–28, 29–28).
8 сентября 2018 года Андради встретилась с Каролиной Ковалькевич на турнире UFC 228. Она выиграла бой нокаутом в первом раунде. Эта победа принесла ей награду «Выступление вечера».

#### Завоевание и неудачная защита чемпионского титула
11 мая 2019 года Андради встретилась с Роуз Намаюнас в поединке за титул чемпиона UFC среди женщин в минимальном весе в главном событии турнира UFC 237. Уступая по ходу боя, она смогла решить исход поединка, совершив амплитудный бросок соперницы и приземлив её головой на канвас. Таким образом, Андради выиграла бой нокаутом во втором раунде. Эта победа принесла ей награды «Лучший бой вечера» и «Выступление вечера», а заодно и титул чемпионки UFC в минимальном весе.
Однако, при первой же защите Андради утратила титул чемпионки. 31 августа 2019 года Андради встретилась с китаянкой Чжан Вэйли в главном событии турнира UFC Fight Night 157. Она проиграла бой техническим нокаутом на первой минуте первого раунда.
18 апреля 2020 года Андради должна была встретиться с Роуз Намаюнас в матче-реванше на турнире UFC 249. Однако, 9 апреля 2020 года Намаюнас отказалась от участия в турнире из-за психологических проблем, связанных с заболеванием COVID-19 родственников спортсменки. Бой был перенесен и в конечном итоге состоялся 12 июля 2020 года на турнире UFC 251. Андради проиграла в упорном равном бою раздельным решением судей (29–28, 28–29, 29–28). Этот бой принес ей награду «Лучший бой вечера».
| Участник        | Рекорд и серия перед боем | Рекорд и серия перед боем | Рекорд и серия перед боем | Рекорд и серия перед боем | KD | STR    | 1R | 2R | 3R | TD  | CTR  | SUB |
| --------------- | ------------------------- | ------------------------- | ------------------------- | ------------------------- | -- | ------ | -- | -- | -- | --- | ---- | --- |
| Жессика Андради | #1                        | MMA 20-7                  | UFC 11-5                  | -1                        | 0  | 71/205 | 18 | 26 | 27 | 1/3 | 0:29 | 0   |
| Роуз Намаюнас   | #2                        | MMA 8-4                   | UFC 6-3                   | -1                        | 0  | 82/235 | 31 | 31 | 20 | 0/1 | 0:00 | 0   |

#### Переход в наилегчайший вес
После двух последовательных поражений в минимальном весе Андради вновь сменила весовую категорию и 18 октября 2020 года на турнире UFC Fight Night: Ортега vs. Корейский зомби сразилась c #1 наилегчайшего веса Кэтлин Чукагян. Андради победила Чукагян техническим нокаутом в первом раунде, пробив хуком в область печени, и стала первой женщиной в UFC, победившей в трех различных весовых категориях (легчайшей, наилегчайшей и минимальной). Эта победа принесла ей награду «Выступление вечера», а также позволила ей самой занять первое место в рейтинге женского наилегчайшего веса и стать претенденткой на чемпионский пояс в этой весовой категории.
| Участник        | Рекорд и серия перед боем | Рекорд и серия перед боем | Рекорд и серия перед боем | Рекорд и серия перед боем | KD | STR   | 1R | 2R | 3R | TD  | CTR  | SUB |
| --------------- | ------------------------- | ------------------------- | ------------------------- | ------------------------- | -- | ----- | -- | -- | -- | --- | ---- | --- |
| Кэтлин Чукагян  | #1                        | MMA 14-3                  | UFC 7-3                   | +1                        | 0  | 19/53 | 19 | -  | -  | 0/0 | 0:25 | 0   |
| Жессика Андради | #2*                       | MMA 20-8                  | UFC 11-6                  | -2                        | 1  | 28/43 | 28 | -  | -  | 2/3 | 2:26 | 0   |

24 апреля 2021 года в бою за титул чемпиона UFC в женском наилегчайшем весе Андради встретилась с действующей чемпионкой Валентиной Шевченко на турнире UFC 261. Шевченко не оставила шансов претендентке и, абсолютно доминируя всё время боя, закончила его досрочно уже во втором раунде, когда провела очередной тейкдаун и, заняв позицию "распятье", стала наносить безответные удары кулаками и локтями в голову Андради до тех пор, пока рефери не остановил бой.
| Участник           | Рекорд и серия перед боем | Рекорд и серия перед боем | Рекорд и серия перед боем | Рекорд и серия перед боем | KD | STR   | 1R | 2R | 3R | TD  | CTR  | SUB |
| ------------------ | ------------------------- | ------------------------- | ------------------------- | ------------------------- | -- | ----- | -- | -- | -- | --- | ---- | --- |
| Валентина Шевченко | Ч                         | MMA 20-3                  | UFC 9-2                   | +6                        | 0  | 32/39 | 10 | 22 | -  | 7/7 | 5:11 | 1   |
| Жессика Андради    | #1                        | MMA 21-8                  | UFC 12-6                  | +1                        | 0  | 10/15 | 8  | 2  | -  | 0/2 | 0:57 | 0   |

25 сентября 2021 года Андради встретилась с Синтией Кальвильо (#5 в рейтинге) на турнире UFC 266. Андради победила техническим нокаутом в первом раунде.
| Участник         | Рекорд и серия перед боем | Рекорд и серия перед боем | Рекорд и серия перед боем | Рекорд и серия перед боем | KD | STR   | 1R | 2R | 3R | TD | CTR  | SUB |
| ---------------- | ------------------------- | ------------------------- | ------------------------- | ------------------------- | -- | ----- | -- | -- | -- | -- | ---- | --- |
| Жессика Андради  | #1                        | MMA 21-9                  | UFC 12-7                  | -1                        | 0  | 48/86 | 48 | -  | -  | 0  | 0:00 | 0   |
| Синтия Кальвильо | #5                        | MMA 9-2-1                 | UFC 6-2-1                 | -1                        | 0  | 27/75 | 27 | -  | -  | 0  | 0:00 | 0   |

#### 2022 год. Возвращение в минимальный вес
23 апреля 2022 года Андради вновь вернулась в минимальный вес, возглавив турнир UFC Fight Night: Лемус vs. Андради в бою против своей соотечественницы Аманды Лемус (#10 в рейтинге минимального веса). Бой закончился в первом раунде победой Андради - первой в истории UFC победой ручным треугольником в стойке. За эту историческую победу Андради получила свою очередную награду "Выступление вечера".
В сентябре 2022 года Андради должна была встретиться с Манон Фьоро в наилегчайшем весе, выйдя на замену выбывшей Кэтлин Чукагян, на турнире UFC Fight Night: Ган vs. Туиваса в Париже. Однако, в последствии Андради снялась с этого боя по нераскрытым причинам.

#### 2023 год. Возвращение в наилегчайший вес
После успешного разового выступления в минимальном весе Андради продолжила карьеру в наилегчайшем весе. 21 января 2023 года на UFC 283 у себя на родине она встретилась с бывшей претенденткой на титул чемпионки в этой весовой категории Лорен Мёрфи (#4 в рейтинге на тот момент). Андради тотально доминируя и нанеся огромный ущерб сопернице победила в этом бою единогласным решением судей (30-25, 30-26, 30-25) лишь чудом не завершив его досрочно.

## Титулы и достижения
- Ultimate Fighting Championship
  - Чемпионка UFC в женском минимальном весе (один раз)
  - Обладатель премии «Выступление вечера» (5 раз) против Джоанны Колдервуд, Каролины Ковалькевич, Роуз Намаюнас, Кэтлин Чукагян и Аманды Лемус
  - Обладатель премии «Лучший бой вечера» (4 раза) против Анджелы Хилл, Клаудии Гаделья и Роуз Намаюнас (дважды)
  - Наибольшее количество досрочных побед в женском минимальном весе (5, разделяет рекорд с Роуз Намаюнас и Амандой Лемус)
  - Наибольшее количество побед нокаутом в женском минимальном весе (3, разделяет рекорд с Амандой Лемус)
  - Наибольшее количество проведённых боёв в UFC среди женщин (22)
  - Единственная женщина-боец в истории UFC, имеющая победы в трёх разных весовых категориях

## Статистика выступлений в MMA
| Боёв 41  | Побед 26 | Поражений 15 |
| -------- | -------- | ------------ |
| Нокаутом | 10       | 5            |
| Сдачей   | 8        | 5            |
| Решением | 8        | 5            |

| Результат  | Рекорд | Соперник               | Способ                                               | Турнир                                        | Дата             | Раунд | Время | Место                                      | Примечание                                                                                              |
| ---------- | ------ | ---------------------- | ---------------------------------------------------- | --------------------------------------------- | ---------------- | ----- | ----- | ------------------------------------------ | --- |
| Поражение  | 24-15  | Лупита Годинез         | Единогласное решение                                 | UFC 319                                       | 16 августа 2025  | 3     | 5:00  | Чикаго, Иллинойс, США                      | |
| Поражение  | 26-14  | Жасмин Ясудавичюс      | Сдача (удушение сзади)                               | UFC 315                                       | 10 мая 2025      | 1     | 2:40  | Монреаль, Квебек, Канада                   | |
| Поражение  | 26-13  | Наталия Сильва         | Единогласное решение                                 | UFC Fight Night: Бёрнс vs. Брэди              | 7 сентября 2024  | 3     | 5:00  | Лас-Вегас, Невада, США                     | «Лучший бой вечера» (5)                                                                                 |
| Победа     | 26-12  | Марина Родригес        | Раздельное решение                                   | UFC 300                                       | 13 апреля 2024   | 3     | 5:00  | Лас-Вегас, Невада, США                     | |
| Победа     | 25–12  | Маккензи Дерн          | TKO (удары)                                          | UFC 295                                       | 11 ноября 2023   | 2     | 3:15  | Нью-Йорк, США                              | «Выступление вечера» (6)                                                                                |
| Поражение  | 24–12  | Татьяна Падилья        | Сдача (гильотина)                                    | UFC on ESPN: Сэндхэген vs. Фонт               | 5 августа 2023   | 2     | 1:31  | Нэшвилл, Теннесси, США                     | |
| Поражение  | 24–11  | Янь Сяонань            | KO (удары)                                           | UFC 288                                       | 6 мая 2023       | 1     | 2:20  | Ньюарк , Нью-Джерси, США                   | Вернулась в наилегчайший вес.                                                                           |
| Поражение  | 24-10  | Эрин Блэнчфилд (#10)   | Сдача (удушение сзади)                               | UFC Fight Night: Андради vs. Блэнчфилд        | 19 февраля 2023  | 2     | 1:37  | Лас-Вегас, Невада, США                     | |
| Победа     | 24-9   | Лорен Мёрфи (#4)       | Единогласное решение                                 | UFC 283                                       | 21 января 2023   | 3     | 5:00  | Рио-де-Жанейро, Бразилия                   | |
| Победа     | 23-9   | Аманда Лемус (#10)     | Сдача, удушающий приём (ручной треугольник в стойке) | UFC Fight Night: Лемус vs. Андради            | 23 апреля 2022   | 1     | 3:13  | Лас-Вегас, Невада, США                     | Возвращение в минимальный вес; «Выступление вечера» (5)                                                 |
| Победа     | 22-9   | Синтия Кальвильо (#5)  | Технический нокаут (удары)                           | UFC 266                                       | 25 сентября 2021 | 1     | 4:54  | Лас-Вегас, Невада, США                     | |
| Поражение  | 21-9   | Валентина Шевченко (ч) | Технический нокаут (удары локтями)                   | UFC 261                                       | 24 апреля 2021   | 2     | 3:19  | Джэксонвилл, Флорида, США                  | Бой за титул чемпиона UFC в жен. наилегчайшем весе                                                      |
| Победа     | 21-8   | Кэтлин Чукагян (#1)    | Технический нокаут (хук в область печени)            | UFC Fight Night: Ортега vs. Корейский зомби   | 18 октября 2020  | 1     | 4:55  | Абу-Даби, Абу-Даби, ОАЭ                    | Дебют в наилегчайшем весе; «Выступление вечера» (4)                                                     |
| Поражение  | 20-8   | Роуз Намаюнас (#2)     | Раздельное решение                                   | UFC 251                                       | 12 июля 2020     | 3     | 5:00  | Абу-Даби, Абу-Даби, ОАЭ                    | «Лучший бой вечера» (4)                                                                                 |
| Поражение  | 20-7   | Чжан Вэйли (#1)        | Технический нокаут (удары коленями и руками)         | UFC Fight Night: Андради vs. Чжан             | 31 августа 2019  | 1     | 0:42  | Шэньчжэнь, Гуандун, Китай                  | Утратила титул чемпиона UFC в жен. минимальном весе                                                     |
| Победа     | 20-6   | Роуз Намаюнас (ч)      | Нокаут (слэм)                                        | UFC 237                                       | 11 мая 2019      | 2     | 2:58  | Рио-де-Жанейро, Рио-де-Жанейро, Бразилия   | Завоевала титул чемпиона UFC в жен. минимальном весе «Выступление вечера» (3) и «Лучший бой вечера» (3) |
| Победа     | 19-6   | Каролина Ковалькевич   | Нокаут (удар рукой)                                  | UFC 228                                       | 8 сентября 2018  | 1     | 1:58  | Даллас, Техас, США                         | «Выступление вечера» (2)                                                                                |
| Победа     | 18-6   | Тиша Торрес            | Единогласное решение                                 | UFC on Fox: Эмметт vs. Стивенс                | 24 февраля 2018  | 3     | 5:00  | Орландо, Флорида, США                      | |
| Победа     | 17-6   | Клаудия Гаделья        | Единогласное решение                                 | UFC Fight Night: Сент-Прё vs. Оками           | 23 сентября 2017 | 3     | 5:00  | Сайтама, Сайтама, Япония                   | «Лучший бой вечера» (2)                                                                                 |
| Поражение  | 16-6   | Йоанна Енджейчик       | Единогласное решение                                 | UFC 211                                       | 13 мая 2017      | 5     | 5:00  | Даллас, Техас, США                         | Бой за титул чемпиона UFC в жен. минимальном весе                                                       |
| Победа     | 16-5   | Анджела Хилл           | Единогласное решение                                 | UFC Fight Night: Бермудес vs. Корейский зомби | 4 февраля 2017   | 3     | 5:00  | Хьюстон, Техас, США                        | «Лучший бой вечера» (1)                                                                                 |
| Победа     | 15-5   | Джоанна Колдервуд      | Сдача, удушающий приём (гильотина)                   | UFC 203                                       | 10 сентября 2016 | 1     | 4:38  | Кливленд, Огайо, США                       | «Выступление вечера» (1)                                                                                |
| Победа     | 14-5   | Джессика Пенне         | Технический нокаут (удары руками)                    | UFC 199                                       | 4 июня 2016      | 2     | 2:56  | Инглвуд, Калифорния, США                   | Дебют в минимальном весе                                                                                |
| Поражение  | 13-5   | Ракель Пеннингтон      | Сдача, удушающий приём (удушение сзади)              | UFC 191                                       | 5 сентября 2015  | 2     | 4:58  | Лас-Вегас, Невада, США                     | |
| Победа     | 13-4   | Сара Морас             | Единогласное решение                                 | UFC Fight Night: Мир vs. Даффи                | 15 июля 2015     | 3     | 5:00  | Сан-Диего, Калифорния, США                 | |
| Поражение  | 12-4   | Марион Рено            | Сдача, удушающий приём (треугольник)                 | UFC Fight Night: Бигфут vs. Мир               | 22 февраля 2015  | 1     | 1:54  | Порту-Алегри, Риу-Гранди-ду-Сул, Бразилия  | |
| Победа     | 12-3   | Ларисса Пачеку         | Сдача, удушающий приём (гильотина)                   | UFC Fight Night: Бигфут vs. Орловский         | 13 сентября 2014 | 1     | 4:33  | Бразилиа, Бразилия                         | |
| Победа     | 11-3   | Ракель Пеннингтон      | Раздельное решение                                   | UFC 171                                       | 15 марта 2014    | 3     | 5:00  | Даллас, Техас, США                         | |
| Победа     | 10-3   | Рози Секстон           | Единогласное решение                                 | UFC Fight Night: Мачида vs. Муньюс            | 26 октября 2013  | 3     | 5:00  | Манчестер, Большой Манчестер, Англия       | |
| Поражение  | 9-3    | Лиз Кармуш             | Технический нокаут (удары локтями и руками)          | UFC on Fox: Джонсон vs. Морага                | 27 июля 2013     | 2     | 3:57  | Сиэтл, Вашингтон, США                      | Дебют в UFC                                                                                             |
| Победа     | 9-2    | Милана Дудиева         | Сдача, удушающий приём (гильотина)                   | ProFC 47: Russia vs. Europe                   | 14 апреля 2013   | 2     | 4:34  | Ростов-на-Дону, Ростовская область, Россия | Бой в промежуточном весе (137 фунтов)                                                                   |
| Победа     | 8-2    | Лусиана Перейра        | Сдача, удушающий приём (удушение сзади)              | Web Fight Combat 1                            | 27 января 2013   | 2     | 3:35  | Рио-де-Жанейро, Рио-де-Жанейро, Бразилия   | |
| Поражение  | 7-2    | Женнифер Майя          | Единогласное решение                                 | Samurai FC 9: Water vs. Fire                  | 15 декабря 2012  | 3     | 5:00  | Куритиба, Парана, Бразилия                 | |
| Победа     | 7-1    | Ванесса Силва          | Технический нокаут (удары руками)                    | Heavy Fighting Championship 2                 | 13 октября 2012  | 1     | 1:15  | Каскавел, Парана, Бразилия                 | |
| Победа     | 6-1    | Алессандра Силва       | Сдача, удушающий приём (гильотина)                   | Strike Combat                                 | 15 сентября 2012 | 1     | 3:29  | Фос-ду-Игуасу, Парана, Бразилия            | |
| Победа     | 5-1    | Дуда Янкович           | Сдача, удушающий приём (гильотина)                   | Bitetti Combat 12: Oswaldo Paqueta            | 8 сентября 2012  | 1     | 3:02  | Рио-де-Жанейро, Рио-де-Жанейро, Бразилия   | |
| Победа     | 4-1    | Жулиана Силва          | Сдача, удушающий приём (гильотина)                   | Ring of Fire 4: In the Faive                  | 28 августа 2012  | 1     | 1:14  | Президенти-Венсеслау, Сан-Паулу, Бразилия  | |
| Победа     | 3-1    | Лилиан Корейа          | Технический нокаут (удары по корпусу)                | Heavy Fighting Championship 1                 | 20 мая 2012      | 2     |       | Каскавел, Парана, Бразилия                 | |
| Поражение  | 2-1    | Кинберли Новаис        | Технический нокаут (удары руками и коленями)         | Nitrix: Champion Fight 11                     | 5 мая 2012       | 2     | 2:42  | Жоинвили, Санта-Катарина, Бразилия         | |
| Победа     | 2-0    | Бруна Фернандеш        | Технический нокаут (удары руками)                    | Wako Grand Prix 3                             | 19 ноября 2011   | 1     | 2:06  | Аваре, Сан-Паулу, Бразилия                 | |
| Победа     | 1-0    | Вейди Борхес           | Технический нокаут (удары руками)                    | Sagaz Combat                                  | 6 сентября 2011  | 2     | 3:40  | Умуарама, Парана, Бразилия                 | |
| Источники: |        |                        |                                                      |                                               |                  |       |       |                                            | |